# Castello Giusso
Il castello Giusso è stata una struttura militare e residenziale di Vico Equense: costruito alla fine del XIII secolo, nel corso degli anni ha subito notevoli mutamenti che ne hanno alterato l'aspetto originario. Così chiamato dal nome di uno dei suoi proprietari, viene utilizzato per cerimonie, meeting ed esposizioni d'arte.

## Storia e struttura
La tradizione vuole che il castello fosse stato edificato da Carlo II d'Angiò, con lo scopo sia di difendere il piccolo borgo di Vico Equense, sia di utilizzarlo come residenza estiva; tuttavia l'ipotesi più accreditata è che il maniero sia stato costruito dal feudatario Sparano di Bari, secondo le forme militari dell'epoca, con alloggi per soldati, magazzini per i viveri e depositi per munizioni, ottenendo anche un finanziamento dal re angioino: il complesso fu costruito tra il 1284 ed il 1289. Con il passare degli anni appartenne a Gabriele Curiale, paggio della corona d'Aragona, a Ferrante Carafa, feudatario del paese nel 1568 e a Matteo Di Capua, appartenente alla famiglia dei Ravaschieri, i quali furono feudatari di Vico Equense dal 1629 al 1806, anno in cui Giuseppe Bonaparte abolì i feudi; divenne quindi residenza estiva della famiglia reale. Dopo un breve periodo nelle mani di Nicola Amalfi, fu di proprietà della famiglia Giusso, che lo acquistò per una somma di quattrocentomila ducati, dal 1822 al 1934, quando fu ceduto alla Compagnia di Gesù, i quali a loro volta lo vendettero a privati nel 1970.
Della sua fisionomia originale rimane ben poco, solo parte della cinta muraria ed una terrazza sul mare: nel XV secolo furono costruite tre torri, di cui una chiamata Torre Mastra, un ponte e un fossato; nel secolo successivo due torri furono abbattute per far posto al palazzo baronale. Semidistrutto dall'invasione gotica e notevolmente provato da numerose incursioni pirata, fu in parte ricostruito nel 1604; nel XVII secolo furono eseguiti numerosi lavori di restauro che trasformarono il castello in una residenza signorile: furono infatti sistemati i giardini, adornati con grotte, giochi d'acqua e piante secolari, furono impreziositi gli interni e furono create alcune sale per ospitare la collezione d'arte, andata poi perduta, di Matteo Di Capua. In seguito, Luigi Giusso, e poi il figlio Girolamo, ristrutturano notevolmente l'edificio, donandogli la caratteristica colorazione rosa salmone ed affrescando i saloni come quello delle Armi e quello dei Ventagli, oltre alla piccola cappella privata, dedicata a Santa Maria della Stella, la quale si trovava sullo stesso luogo in cui sorgeva una chiesa, retta dai monaci benedettini, abbattuta per far posto al castello. All'interno del castello morì il 21 luglio 1788 il giurista napoletano Gaetano Filangieri, convinto che l'aria del posto avrebbe giovato alla sua salute cagionevole.